# Richard Seymour
Richard Vershaun Seymour (Gadsden, 6 ottobre 1979) è un ex giocatore di football americano statunitense che ha militato nel ruolo di defensive tackle nella National Football League (NFL). Nel 2022 è stato introdotto nella Pro Football Hall of Fame.

## Carriera universitaria
Al college Seymour giocò con i Georgia Bulldogs in 41 partite, di cui 25 come titolare, mettendo a segno 223 tackle (106 solitari) e 9,5 sack.
Riconoscimenti vinti:
- (2) First-team All-SEC (1999 e 2000)
- (1) First-team All America (2000).

## Carriera professionistica

### New England Patriots (2001-2009)
Seymour fu scelto nel corso del primo giro del Draft 2001 dai Patriots. Il 24 luglio 2001 firmò un contratto di 6 anni per un totale di 24,5 milioni di dollari. Debuttò nella NFL il 23 settembre contro i New York Jets. Il 4 novembre contro gli Atlanta Falcons fece il suo primo sack in carriera. Il 25 novembre contro i New Orleans Saints bloccò il suo primo field goal della carriera. Il 6 gennaio 2002 recuperò il suo primo fumble. Concluse saltando 3 partite a causa di un infortunio alla gamba, con i Patriots vinse immediatamente il Super Bowl.
Il 23 luglio 2002 venne aggiunto nella lista dei giocatori in attesa di recuperare la condizione fisica. Il 5 agosto passò le visite e venne reinserito nel roster ufficiale. Il 17 novembre bloccò contro gli Oakland Raiders il suo primo field goal stagionale. Il 24 novembre contro i Minnesota Vikings bloccò il suo secondo field goal della stagione e recuperò un fumble. L'8 dicembre contro i Buffalo Bills mise a segno il suo primo intercetto in carriera.

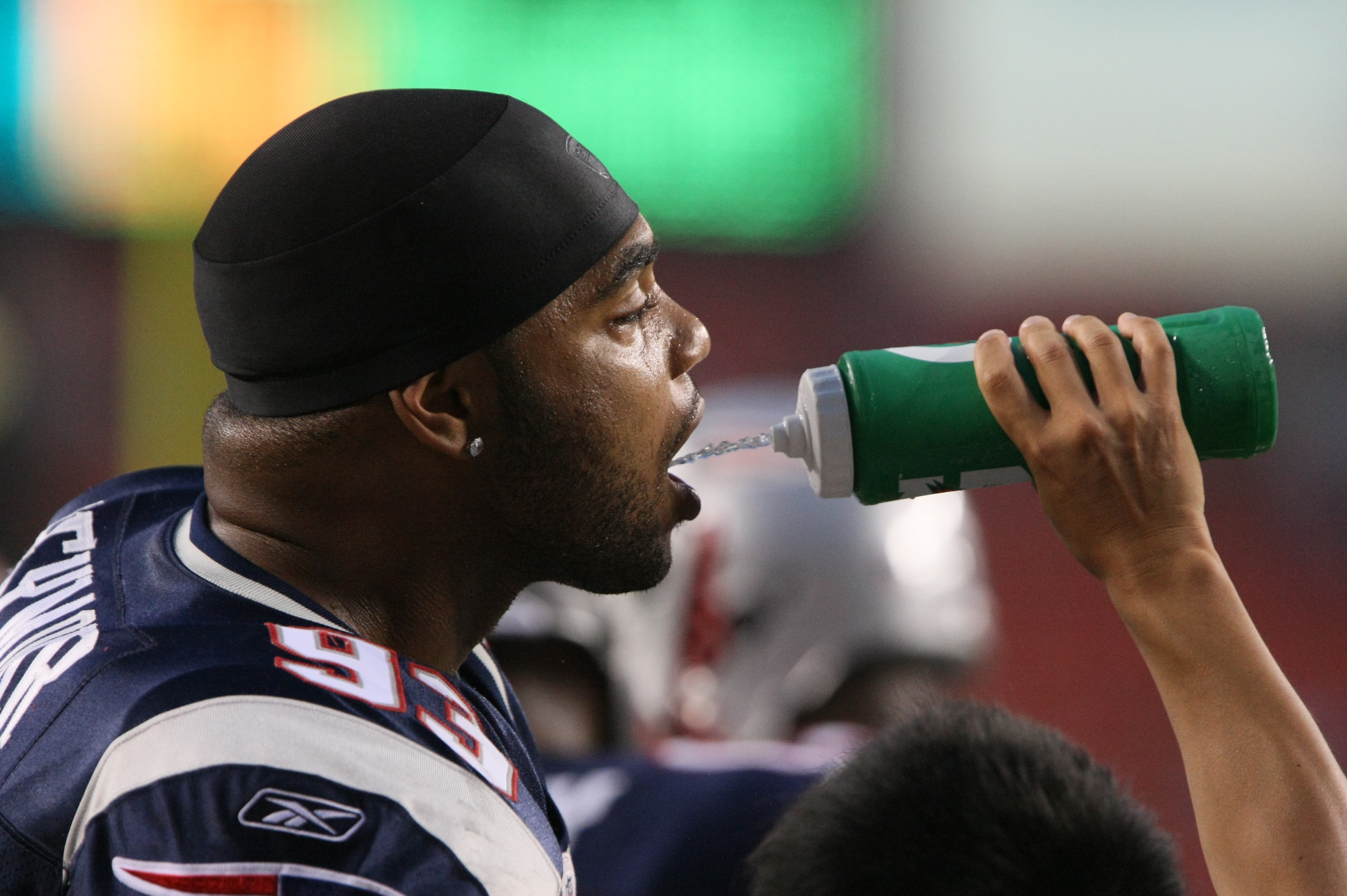
Seymour con la maglia dei Patriots nel 2003.

Il 14 dicembre 2003 contro i Jacksonville Jaguars forzò un fumble. Nella stagione 2003 prese parte a tutti gli incontri tranne la partita contro i Denver Broncos a causa di un infortunio alla gamba. Vinse il secondo Super Bowl.
Il 3 ottobre 2004 contro i Bills recuperò un fumble molto importante. Il 5 dicembre contro i Cleveland Browns forzò un fumble. Nell'ultima partita della stagione regolare si infortunò leggermente al legamento collaterale mediale del ginocchio destro, costringendolo a saltare 3 partite. Riuscì a rientrare e a vincere per la sua terza volta il Super Bowl.
Il 27 luglio 2005 venne messo sulla lista delle riserve, ma il 3 agosto venne immediatamente riattivato. Il 27 novembre contro i Chiefs forzò il suo terzo fumble in carriera, il 26 dicembre contro i New York Jets recuperò il suo quarto fumble in carriera. Si infortunò alla gamba e saltò 4 partite ma non diminuì i suoi risultati.
Il 12 aprile 2006 firmò un'estensione di 3 anni del suo contratto per un totale di 30 milioni di dollari. Il 27 luglio venne aggiunto nuovamente per un problema al ginocchio nella lista dei giocatori in attesa di recuperare la condizione fisica. Il 24 ottobre venne reinserito nel roster ufficiale. Il 26 novembre contro i Chicago Bears bloccò un field goal e recuperò un fumble.
Nel 2007 Seymour prese parte solamente a 9 partite di cui 8 da titolare sempre a causa del solito problema al ginocchio.
Il 7 dicembre 2008 contro i Seattle Seahawks recuperò un fumble. Concluse la stagione saltando solamente una partita per un problema alla schiena.

### Oakland Raiders (2009-2012)
Il 6 settembre 2009 venne preso dai Raiders in scambio della loro 17a scelta del draft NFL 2010. Il 18 ottobre contro i Philadelphia Eagles forzò il suo quarto fumble in carriera. Seymour giocò per la prima volta una stagione al di sotto dei suoi standard prestazionali.
Il 23 febbraio 2010 i Raiders usarono la franchise tag su di lui. Il 21 giugno firmò un contratto di un anno per 12,4 milioni di dollari. Il 12 settembre contro i Titans recuperò il settimo fumble in carriera.
Durante l'incontro con i Pittsburgh Steelers dopo un touchdown degli Steelers mentre Ben Roethlisberger stava per dirigersi verso un suo compagno, Seymour si girò velocemente verso di lui dandogli una manata sul casco. Per questo gesto venne espulso dalla partita.
Il giorno seguente gli venne inflitta dalla NFL una multa di 25.000 dollari ma non venne squalificato. Concluse la stagione saltando 3 partite per un infortunio ai muscoli ischiocrurali.
Il 16 febbraio 2011 firmò un contratto di 2 anni per 30 milioni di dollari di cui 22,5 garantiti. Il 24 dicembre contro i Kansas City Chiefs bloccò ben due field goal di cui il secondo decisivo ai fini del risultato.
L'8 marzo 2012 firmò un nuovo contratto di 5 anni per 37,5 milioni. Il 10 settembre 2012, i Raiders debuttarono nella nuova stagione con una sconfitta contro i San Diego Chargers. Seymour mise a segno tre tackle totali. Il 23 dello
stesso mese contro gli Steelers mise a segno il suo primo sack stagionale ai danni di Ben Roethlisberger. Il 21 ottobre contro i Jacksonville Jaguars fece il secondo sack stagionale. Il 4 novembre contro i Tampa Bay Buccaneers recuperò il suo primo fumble stagionale. Saltò 7 partite per un duplice infortunio al hamstring e al ginocchio, finché non venne messo il 27 dicembre sulla lista infortunati. A causa di questo lungo infortunio a fine stagione il suo contratto terminò per non aver raggiunto il minimo delle partite giocate. Diventando unrestricted free agent per la stagione 2013.

## Palmarès

### Franchigia
- Super Bowl : 3

New England Patriots: XXXVI, XXXVIII, XXXIX
- American Football Conference Championship: 4

New England Patriots: 2001, 2003, 2004, 2007

### Individuale
- (7) Pro Bowl (2002, 2003, 2004, 2005, 2006, 2010, 2011)
- (3) First-team All-Pro (2003, 2004, 2005)
- (2) Second-team All-Pro (2006, 2011)
- PFWA All-Rookie Team - 2001
- (3) Miglior giocatore degli special team della AFC della settimana (7a settimana e i Divisional play-off della stagione 2003, 16a settimana della stagione 2011).
- Formazione ideale del 50º anniversario dei Patriots.
- Pro Football Hall of Fame (classe del 2022)

## Statistiche
| Partite totali      | 164  |
| Partite da titolare | 160  |
| Tackle totali       | 496  |
| Sack                | 57,5 |
| Intercetti          | 2    |
| Fumble forzati      | 4    |
| Fumble recuperati   | 8    |